# Holothrix johnstonii
Holothrix johnstonii är en orkidéart som beskrevs av Robert Allen Rolfe. Holothrix johnstonii ingår i släktet Holothrix och familjen orkidéer. Inga underarter finns listade i Catalogue of Life.